# Онкомаммология
Онкомаммология — раздел медицины, возникший и развивающийся на стыке онкологии, маммологии, гинекологии и эндокринологии и изучающий доброкачественные и злокачественные опухоли молочных желёз, их этиологию и патогенез, методы их профилактики, диагностики и лечения (хирургического, лучевого, химиотерапевтического и гормонального).
К области ведения онкомаммологии относится рак молочной железы.